# Bågfryle
Bågfryle (Luzula arcuata) är en tågväxtart som först beskrevs av Göran Wahlenberg, och fick sitt nu gällande namn av Olof Swartz. Bågfryle ingår i frylesläktet som ingår i familjen tågväxter. Arten är reproducerande i Sverige. Inga underarter finns listade i Catalogue of Life.